# I Say I Say I Say
I Say I Say I Say es el sexto álbum de estudio del dúo inglés de synth pop Erasure, editado en 1994 por Mute Records en el Reino Unido y Elektra Records en los Estados Unidos. Junto con el álbum Cowboy, I Say I Say I Say es generalmente calificado por los seguidores de Erasure como uno de sus mejores álbumes. Fue producido por Martyn Ware, miembro fundador de los grupos de synth pop The Human League y Heaven 17.
Después de su lanzamiento se convirtió en el quinto álbum consecutivo de Erasure en alcanzar el número 1 en el Reino Unido, generando tres sencillos dentro del Top 20. En los Estados Unidos debutó y tuvo como lugar más alto el puesto 18 en el ranking Billboard 200, superando con facilidad su mejor ubicación previa en dicha lista. En Alemania alcanzó el puesto 6.
Aunque Erasure mantuvo su popularidad en la comunidad dance de los Estados Unidos, con el ascenso del grunge la exposición del dúo en las radios universitarias, comerciales y MTV se convirtió en prácticamente inexistente para 1994. Por ello resultó aún más sorprende cuando la balada "Always" se convirtió en el tercer Top 20 del grupo en el Billboard Hot 100.
Todos los temas fueron compuestos por Vince Clarke y Andy Bell.

## Listado de canciones
El álbum apareció en cuatro formatos, el estándar en disco compacto, en disco de vinilo, en casete de cinta magnética de audio y en minidisco de Sony.
Edición en CD
| I Say I Say I Say |                           |          |  |
| N.º               | Título                    | Duración |  |
| 1.                | «Take Me Back»            | 4:55     |  |
| 2.                | «I Love Saturday»         | 4:02     |  |
| 3.                | «Man in the Moon»         | 4:06     |  |
| 4.                | «So the Story Goes»       | 4:08     |  |
| 5.                | «Run to the Sun»          | 4:25     |  |
| 6.                | «Always»                  | 3:57     |  |
| 7.                | «All Through the Years»   | 4:59     |  |
| 8.                | «Blues Away»              | 5:01     |  |
| 9.                | «Miracle»                 | 4:12     |  |
| 10.               | «Because You're So Sweet» | 4:17     |  |

Edición en LP
Como los otros álbumes del dúo desde la prevalencia del formato digital, esta edición fue sólo para Europa.

| Lado A |                     |          |  |
| N.º    | Título              | Duración |  |
| 1.     | «Take Me Back»      | 4:55     |  |
| 2.     | «I Love Saturday»   | 4:02     |  |
| 3.     | «Man in the Moon»   | 4:06     |  |
| 4.     | «So the Story Goes» | 4:08     |  |
| 5.     | «Run to the Sun»    | 4:25     |  |

| Lado B |                           |          |  |
| N.º    | Título                    | Duración |  |
| 1.     | «Always»                  | 3:57     |  |
| 2.     | «All Through the Years»   | 4:59     |  |
| 3.     | «Blues Away»              | 5:01     |  |
| 4.     | «Miracle»                 | 4:12     |  |
| 5.     | «Because You're So Sweet» | 4:17     |  |

Edición en MD
El álbum I Say I Say I Say fue de los pocos materiales de Erasure que apareció en el poco popularizado minidisco de Sony. Esta edición fue sólo para Norteamérica y actualmente ya no está disponible como el propio formato.

## Créditos
- Escrito por: Vince Clarke y Andy Bell.
- Grabado en: Studio 142, Windmill Lane, 37B, The Church.
- Mezclado en: The Strongroom.
- Productor: Martyn Ware.
- Ingeniero: Andy Houston en Studio 142, Al Stone en Windmill Lane y Phil Legg en Windmill Lane, 37B y The Strongroom.
- Asisitidos por: Rob Kirwan en Windmill Lane, Luke Gifford en The Strongroom y Elliot Singleman en The Church.
- Coros: El coro de la Catedral de San Patricio en "So The Story Goes" y "Miracle", arreglado y conducido por John Dexter.
- Masterizado por: Kevin Metcalfe en The Townhouse.
- Diseño: Assorted Images.
- Dibujo: Mike Cosford.
- Gráficos 3D: Olaf Wendt.

## I Say I Say I Say - (2CD Deluxe Hardback Book Album)
En noviembre de 2021, se editó una versión remasterizada que incluye todos los lados B de esta etapa, más un CDs con remezclas, temas en vivo y rarezas.
Edición en CD
| Disco uno, CD I Say I Say I Say (masterizado más lados B) |                           |          |  |
| N.º                                                       | Título                    | Duración |  |
| 1.                                                        | «Take Me Back»            | 4:55     |  |
| 2.                                                        | «I Love Saturday»         | 4:02     |  |
| 3.                                                        | «Man in the Moon»         | 4:06     |  |
| 4.                                                        | «So the Story Goes»       | 4:08     |  |
| 5.                                                        | «Run to the Sun»          | 4:25     |  |
| 6.                                                        | «Always»                  | 3:57     |  |
| 7.                                                        | «All Through the Years»   | 4:59     |  |
| 8.                                                        | «Blues Away»              | 5:01     |  |
| 9.                                                        | «Miracle»                 | 4:12     |  |
| 10.                                                       | «Because You're So Sweet» | 4:17     |  |
| 11.                                                       | «Tragic» (Live Vocal)     | 4:19     |  |
| 12.                                                       | «Tenderest Moments»       | 5:29     |  |
| 13.                                                       | «Ghost»                   | 6:13     |  |
| 14.                                                       | «Truly, Madly, Deeply»    | 4:27     |  |
| 15.                                                       | «Dodo»                    | 3:33     |  |
| 16.                                                       | «Tragic»                  | 4:20     |  |

| Disco dos, Remezclas y rarezas |                                                                                        |          |  |
| N.º                            | Título                                                                                 | Duración |  |
| 1.                             | «Always» (Extended Mix)                                                                | 6:12     |  |
| 2.                             | «I Love Saturday» (Ian Levine Remix -previously unreleased-)                           | 5:48     |  |
| 3.                             | «Run to the Sun» (Beatmasters' Intergalactic Mix)                                      | 3:55     |  |
| 4.                             | «Always *» (Cappella Club Remix - Edit)                                                | 5:31     |  |
| 5.                             | «Because You're So Sweet» (BBC Radio 1 Session -previously unreleased-)                | 4:07     |  |
| 6.                             | «Heart of Glass» (BBC Radio 1 Session -previously unreleased-)                         | 2:50     |  |
| 7.                             | «Siempre»                                                                              | 3:55     |  |
| 8.                             | «Run to the Sun» (Set the Controls for the Heart of the Sun Mix (Chris & Cosey Remix)) | 6:21     |  |
| 9.                             | «I Love Saturday» (Demo Version)                                                       | 2:19     |  |
| 10.                            | «Miracle» (Later with Jools Recording -previously unreleased-)                         | 4:52     |  |
| 11.                            | «Because You're So Sweet» (Later with Jools Recording -previously unreleased-)         | 3:34     |  |
| 12.                            | «Always» (Acoustic Version)                                                            | 3:57     |  |
| 13.                            | «So the Story Goes» (Choral Mix -previously unreleased-)                               | 4:13     |  |
| 14.                            | «I Love Saturday» (Flower Mix)                                                         | 6:37     |  |
| 15.                            | «Run to the Sun» (The Diss-Cuss Mix)                                                   | 6:31     |  |
| 16.                            | «Always» (X Dub Cut - Full Length Version)                                             | 6:29     |  |